# Érico I da Dinamarca
Érico I, também conhecido como Érico, o Bom (em dinamarquês:  Erik Ejegod) (c. 1056 — Pafos, 10 de julho de 1103) foi rei da Dinamarca de 1095 até 1103.
Era o quinto filho de Sueno II. Foi nomeado duque de Sjaelland em 1080, logo após a morte de seu irmão, Haroldo III e, depois do falecimento do seu irmão, Olavo I, foi nomeado rei em 1095.
Fervorosamente religioso, conseguiu canonizar seu irmão, Canuto IV. Visitou os santuários romanos e morreu na ilha do Chipre, quando participava de uma peregrinação a Jerusalém.

## Descendentes
- Casou-se com Bodil Thrugotsdatter, tia de Asser, arcebispo de Lund. Tiveram um filho apenas:
  - Canuto Lavard.

- Teve outros filhos com amantes desconhecidas:
  - Haroldo Kesja, regente da Dinamarca de 1102 a 1103. Foi executado em 1135;
  - Ragnhild, casada com Haakon Sunnivasson e mãe de Érico III;
  - Érico II;
  - Benedito.